# Eomonachus belegaerensis
Eomonachus belegaerensis — викопний вид ластоногих ссавців родини тюленевих (Phocidae). Описаний у 2020 році. Існував у пізньому пліоцені (3 млн років тому) у водах навколо Нової Зеландії.

## Назва
Родова назва Eomonachus перекладається як «ранній монах» і вказує на близькість з тюленями-монахами. Видова назва belegaerensis посилається на море Белегаер, яке лежить на захід від Середзем'я у легендаріумі «Володар кілець» Дж. Р. Р. Толкіна.

## Скам'янілості
Викопні рештки тюленя знайдені у регіоні Таранакі у західній частині Північного острова. Усього за період з 2009 по 2016 рік тут знайдено 7 скелетів цього виду.

## Опис
Тюлень сягав 2—2,5 м завдовжки та ваги у 200—250 кг.